# Зеда Лухвано
Зеда Лухвано (груз. ზედა ლუხვანო) — село в Грузії.
За даними перепису населення 2014 року в селі проживає 102 особи.